# Messias Targino
Messias Targino là một đô thị thuộc bang Rio Grande do Norte, Brasil. Đô thị này có diện tích 135,094 km², dân số năm 2007 là 3907 người, mật độ 29,2 người/km².